# Surzur
Surzur é uma comuna francesa na região administrativa da Bretanha, no departamento Morbihan. Estende-se por uma área de 57,81 km². Em 2010 a comuna tinha 4 593 habitantes (densidade: 79,4 hab./km²).